# Mathijn Bogaert
Mathijn  Bogaert (22 november 2000) is een Belgisch BMX'er.

## Levensloop
In 2023 behaalde hij een derde plaats in de Europabeker in het Letse Valmeira.
Bogaert is afkomstig uit Lier en studeert toegepaste ingenieurswetenschappen aan de Universiteit Antwerpen.